# Нугманов Рашид Мусайович
Нугманов Рашид Мусайович — архітектор, кінорежисер, сценарист, продюсер. Народився 19 березня 1954 року в Алма-Аті, Казахстан. В 1977 році закінчив Алма-Атинський архітектурний інститут, в 1987 році — закінчив ВДІК. Учень Сергія Соловйова. Навесні 1989 року обраний першим секретарем Союзу кінематографістів Казахстану. Станом на 2006 рік живе в Франції. Одружений, має сина і дочку. Має старшого брата Мурата.
Режисерські роботи: короткометражний фільм «Йя-хха» (1986), повнометражний художній «Голка» (1988), «Дикий Схід» (1993).
Планував відзняти радянсько-американський футуристичний амбіційний фільм «Цитадель смерті» — з Цоєм в головній ролі і Вільямом Гібсоном як співавтором сценарію. За сюжетом фільму СРСР розвалився, усюди громадянська війна, кордони закриті. Єдиною незалежною, вільною зоною залишається Ленінград. Моро проникає в місто через заслони, щоб дістатися до чинного цивільного аеропорту, сісти в літак і полетіти від усього цього божевілля. У місті теж не все спокійно, по ночах йде війна між бандами за контроль над районами і капіталістичним бізнесом, що бурхливо розвивається. Відразу ж після прибуття Моро потрапляє в халепу. Рятуючи дівчинку на ім'я Аліса, він мимоволі виявляється втягнутим в епіцентр змови з захоплення влади монархістом-диктатором. В фільмі був образ механічного павука на ім'я Boris the Spider зарядженого атомною бомбою, котрий видряпується на Олександрівську колону. Головним продюсером була Edward Pressman Film Corporation. Він і оплачував девелопмент. Спочатку припускалося залишатися в рамках 5 мільйонів доларів. Прессман, однак, у своєму договорі відразу заклав можливість участі студії-мейджора і, відповідно, бюджету від 10 мільйонів і вище. Також його контракт передбачав можливість вже стовідсотково американського фільму, що відбилося б на подальшому збільшенні бюджету. Від менеджера Брюса Вілліса, який якимось чином дізнався про роботу з Гібсоном (він був шанувальником творчості Білла) був дзвінок і прохання надіслати сценарій, коли він буде готовий. У той час був відомий тільки один фільм з Брюсом — перший «Міцний горішок».
Після загибелі Віктора Цоя практично перестав їздити в Америку, занурився в твір нових проектів в Петербурзі: ремейк «Макбета» «Біг Мак» (або «Діти Місяця»), «Летючий голландець» про візит капітана корабля-примари в Петербург, «Eastwatch» про блокаду і знищення Ленінграда, охопленого смертельною епідемією. Влітку 1991 року відзняв «Дикий Схід» (так було перейменовано після смерті Цоя проект «Діти Сонця» — вільний ремейк «Чудової сімки» з карликами). Після «Дикого Сходу» закохався, одружився, переїхав до Франції, отримав там громадянство і зайнявся платним девелопментом (розробка сценаріїв) для різних продюсерів в Лос-Анджелесі і Парижі.
Рашид допомагав організовувати приїзд Далай-лами президенту Калмикії Кірсану Ілюмжинову.
Очолює компанію «Титан-Медіа Холдинг» в Москві, активно займається продюсуванням.
Суворо критикує політичний режим Нурсултана Назарбаєва.